# John Berman

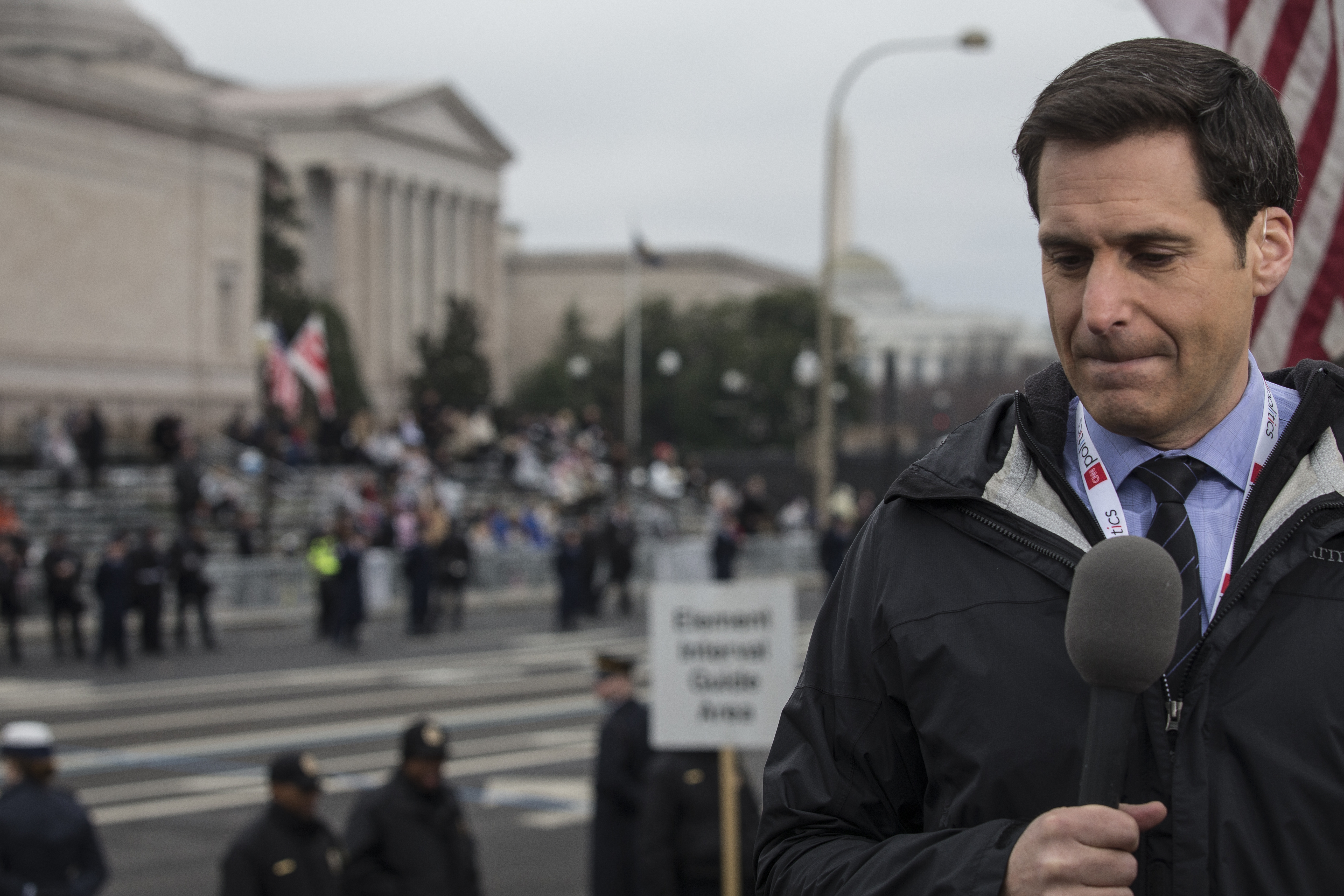

John Berman (Carlisle Massachusetts), V.S., 21 maart 1972) is een Amerikaanse journalist en televisiepresentator.
Berman is tegenwoordig vaste co-anchor van CNN's nieuwsprogramma in de vroege ochtend New Day, samen met Brianna Keilar, die eind april 2021 Alisyn Camerota opvolgde. 
Nieuw Ook is hij een regelmatige adjunct-presentator voor Anderson Cooper 360°.
Als adjunct-presentator van New Day gedurende vele jaren, viel hij in voor de vaste co-host Chris Cuomo. 
Berman volgde hem op per 24 mei 2018 op toen deze de overstap maakte om het programma Cuomo Prime Time te gaan presenteren.

## Afkomst en opleiding
Berman stamt af van Sefardisch Joodse voorouders die in de 17e eeuw vanuit Noord-Afrika uitweken naar Amsterdam..
Hij rondde zijn middelbareschoolopleiding in 1990 af aan de Phillips Academy Andover, een onafhankelijke co-educatieschool in Andover, Massachusetts. Daarna studeerde hij aan de Harvard University, waar hij summa cum laude afstudeerde.

## Carrière
Na het verlaten van Harvard begon Berman als junior administratief medewerker bij ABC News. Hij werkte zich er snel op tot senior schrijver voor Peter Jennings, de ervaren nieuwslezer en presentator van ABC World News Tonight. Na de installatie van president George W. Bush, werd Berman aangewezen om verslag te doen over het Witte Huis. Na zes maanden, vroeg hij om teruggeplaatst te worden naar New York. Tijdens zijn eerste week in de nieuwe job, werden de Twin Towers van het World Trade Center in New York vernietigd tijdens de aanslagen op 11 september 2001.
Daarna deed hij als reporter in algemene dienst, embedded bij een Marine-bataljon, live verslag vanuit Irak, tijdens het begin van de strijd in Nasiriya. Hij zei hierover later: "Het was een ongelooflijke persoonlijke ervaring, absoluut afschuwelijk, riskant en fysiek slopend. Als verslaggever, wil je altijd, ondanks de risico's, de belangrijkste verhalen vertellen".

## Jeopardy!
Berman trad op 13 mei 2015 op in een aflevering van de Jeopardy! celebrity wedstrijd-show van National Broadcasting Company NBC. Hij versloeg daar zijn collega-beroemdheden en deelnemers, de humorist Mo Rocca en de actrice Wendi McLendon-Covey, met als resultaat dat hij 50.000 dollar won voor het liefdadigheidsproject van zijn keuze.

## Privé
Berman is gehuwd en heeft twee zoons.